# Sesamia mesosticha
Sesamia mesosticha är en fjärilsart som beskrevs av Fletcher 1961. Sesamia mesosticha ingår i släktet Sesamia och familjen nattflyn. Inga underarter finns listade i Catalogue of Life.